# میکو کویوو
میکو کویوو (فنلاندی: Mikko Koivu؛ زادهٔ ۱۲ مارس ۱۹۸۳) بازیکن هاکی روی یخ اهل فنلاند است.